# Copidosoma salacon
Copidosoma salacon är en stekelart som först beskrevs av Walker 1839.  Copidosoma salacon ingår i släktet Copidosoma och familjen sköldlussteklar. Inga underarter finns listade i Catalogue of Life.